# Atommagkutató Intézet
Az Atommagkutató Intézet (ATOMKI) egy debreceni kutatóintézet.  Jelenleg a kutatási területe kiterjed többek között a részecskefizika, magfizika, atomfizika, ionnyaláb-analitika, detektálási és jelfeldolgozási technika, környezetanalitika, kormeghatározás, radiokémia és a szilárdtestfizika területére.
Itt található a debreceni orvostudományi kar 1994-ben beszerzett pozitronemissziós tomográfja, melyhez a ciklotron termel pozitront kibocsátó (pozitív béta-sugárzó) atommagokat.

## Története
Jogelődje 1954-ben vált ki a Kossuth Lajos Tudományegyetem Kísérleti Fizika Intézetéből, ahol már több évtizede folytak magfizikai kutatások Szalay Sándor kezdeményezésére. Neve 2019-ig MTA Atommagkutató Intézet volt.

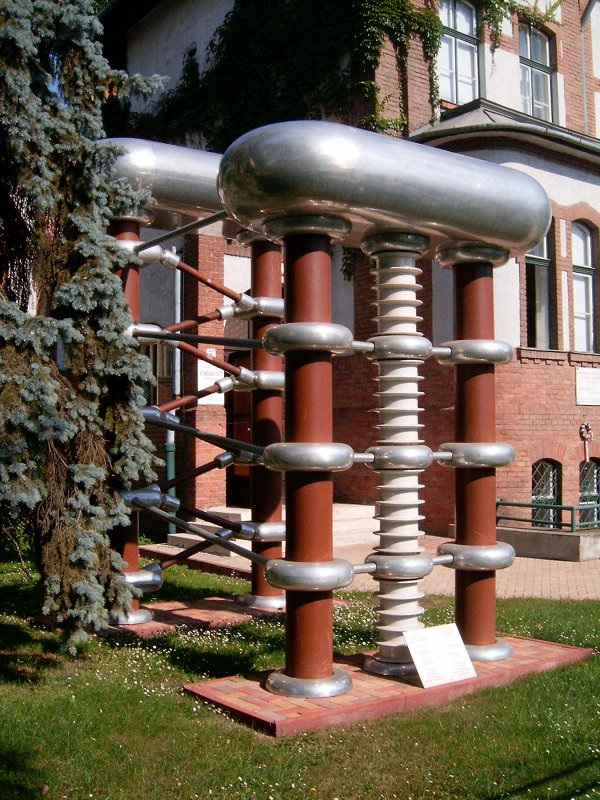
A bejárat mellett kiállított 800 kilovoltos kaszkádgyorsító

| Mikor?    | Típus                                   | Cél                                              |
| --------- | --------------------------------------- | ------------------------------------------------ |
| 1961–1978 | 800 kV-os kaszkádgyorsító               | magreakciók                                      |
| 1978–1992 | ugyanez                                 | elektron-atom ütközések                          |
| 1961–1984 | 300 kV-os neutrongenerátor              | neutronfizika                                    |
| 1968–     | 1 MV-os Van de Graaff-gyorsító          | atomi ütközések                                  |
| 1971–     | 5 MV-os Van de Graaff-gyorsító          | magfizika asztrofizika analitika atomi ütközések |
| 1985–     | ciklotron (kb. 18 MeV protonra)         | magfizika izotóptermelés anyagvizsgálat          |
| 1997–     | elektron-ciklotronrezonanciás ionforrás | plazmafizika atomfizika                          |
| 2014–     | 2MV-os tandetron-rendszerű              | alap- és alkalmazott fizikai kutatások           |